# Yongmun-dong, Seoul
Yongmun-dong (koreanska: 용문동) är en stadsdel i stadsdistriktet Yongsan-gu i Sydkoreas huvudstad Seoul.  